# Vsejed
Vsejed ali omnivor  je žival, ki se prehranjuje tako s hrano živilskega kot tudi rastlinskega izvora. Beseda omnivor izhaja iz latinskih besed omni (vse) in vorare (uživati). Gre za vrste, ki uživajo tako rastline kot živali, saj niso specifično prilagojene hranjenju z izključno živalmi ali rastlinami. 

## Definicija
Kljub temu, da obstajajo primeri rastlinojedih živali, ki jedo meso in primeri mesojedov, ki jedo rastline, se klasifikacija nanaša na prilagoditve in glavni vir prehranjevanja vrst na splošno.
. Iz tega razloga omenjene izjeme ne ne pomenijo, da je določena žival ali cela vrsta vsejed.
Med vsejede spada večina vrst medvedov, vendar je prehranjevanje posamezne živali, ki je bodisi rastlinojeda bodisi mesojeda, odvisno od virov hrane, ki so na voljo na določenem območju in v določenem letnem času. Tako so na primer severni medvedi mesojedi, pande pa skoraj izključno rastlinojede in se prehranjujejo z bambusom, z izjemo velikih pand, ki se občasno prehranjujejo z mesom.

## Zgodovina razvoja
Omnivori so se razvili kar nekajkrat med različnimi skupinami živali. Prvi vretenčarji so bili ribojedi, nato insektojedi, mesojedi in končno tudi rastlinojedi. Za hranjenje z visoko vlaknatimi rastlinskimi snovmi je bil nujen zapleten sklop prilagoditev, kot so strukturne spremembe na zobeh, čeljusti in prebavnem traktu. Le majhen delež štirinožnih vretenčarjev ali tetrapodov je izključno rastlinojedih, medtem ko se veliko mesojedih vrst hkrati prehranjuje z nizko vlaknatimi rastlinskimi snovmi kot tudi insekti in ribami. Tako je prav mogoče, da so prvi tetrapodi omogočili prestop k izključno rastlinski prehrani s pomočjo prehranjevanja z mesom. V času ledene dobe vsejede vrste niso obstajale.

## Vsejede vrste
V naravi najdemo mesojede vrste, ki se prehranjujejo z rastlinami, in tudi rastlinojede vrste, ki se prehranjujejo z mesom. Kljub temu dejstvu, se klasifikacija na splošno nanaša na prilagoditve in glavni vir hrane vrst, tako da zaradi takšnih izjem posameznih živali niti vrst v celoti ne moremo obravnavati kot izključno vsejede. 
Prašiči so najbolj znan primer vsejede živalske vrste, vendar tudi vrane, s katerimi se človek srečuje dnevno, predstavljajo vrsto omnivor. Človek, gledan kot na vrsto, je trenutno nekje vmes. Drugače povedano, medtem ko na človeku ne najdemo značilnih znakov drugih vsejedih vrst, kot so kremplji, čekani ali kratek prebavni trakt, se večina ljudi prehranjuje kot vsejedi, torej tako z rastlinami kot živalmi, in to dnevno. Vendar pa obstaja tudi veliko ljudi, ki se prehranjujejo izključno z rastlinami. Nekateri so poznani kot strogi vegetarijanci ali vegani, drugi pa se uvrščajo med bodisi rastlinojedce ali sadjejedce. 
Večina vrst medvedov se šteje za vsejede, čeprav se njihova prehrana zelo razlikuje in je lahko od izključno rastlinskega izvora do izključno mesnega izvora. Njihova prehrana je namreč odvisna od razpoložljivih virov hrane glede na lokacijo in letni čas. Polarni medved se na primer uvršča med mesojede vrste, čeprav se včasih prehranjuje tudi z algami, ki predstavljajo rastlinski izvor hrane. Nasprotno, orjaški panda spada med rastlinojede, kljub temu da se občasno prehranjuje tudi s hrano mesnega izvora, kot so žuželke. Vendar, ne pri eni niti drugi vrsti izjemni viri prehrane ne predstavljajo glavnega vira prehrane. 
Različni sesalci, kot so prašič, jazbec, medved, rakun, jež, oposum, dihur, lenivec, veverica, miš in podgana, so po naravi vsejedi. Tudi nekateri primati so vsejedi, kot so človek, šimpanz in pavijani, med vsejede vrste pa spadajo tudi številni ptiči, katerih prehrana vsebuje vse od jagodičja in sokov do insektov, črvov, rib in majhnih glodavcev. Primeri takšnih ptic so kazuar (noju podoben ptič), piščanec, vrana, in sorodni krokar, novozelandski papagaj vrste kea, ptica selivka iz družine tukalice ter nanduji iz rodu Rhea. Poleg navedenih vsejedih vrst lahko naštejemo še nekatere vrste kuščarjev, želv, rib, kot so piranje, pa tudi nevretenčarjev. 
Medtem ko praktično vsi sesalci kažejo vzorce vsejedega vedenja, ki je odvisen seveda od zalog in kulture hrane, imajo sesalci običajno raje en razred hrane ali drugo hrano, ki omogoča optimizirano prebavo. Kot večina drevesnih vrst, se veverice prehranjujejo predvsem z oreščki in semeni, vendar se, kot je značilno za vse sesalce, v primeru pomanjkanja hrane lahko prehranjujejo tudi z mesnimi viri kot nadomestkom njihove hrane. 
Namen tovrstne znanstvene razvrstitve je spodbuditi posredovanje in analizo številnih razlik in podobnosti med vrstami, kljub temu pa je koncept vsejedih vrst zelo širok in se lahko pripiše malodane vsaki vrsti sesalca, kateri pogosto ne upoštevajo kakovosti prebave in tveganja bolezni. Prehrana je pogosto pogojena z družbenimi, psihološkimi in ne-hranilnimi dejavniki. Čeprav povod za vsejedno vedenje zaenkrat še ni bil natančno raziskan, je prav vedenje pri izbiri prehrane ključnega pomena, da bi razumeli vzroke in posledice vsejednosti. Do danes je najti le peščico študij, ki so dejansko obravnavale ta problem s strogimi preizkusi več hipotez. 
Da bi bil koncept vsejednosti sprejet kot znanstvena razvrstitev, bi bilo potrebno upoštevati jasno določen sklop merljivih in ustreznih kriterijev, ki bi pomagali razločevati med vsejedo vrsto in drugimi nejasnimi, vendar manj dvoumnimi kategorijami prehranjevanja, kot so na primer vrste, ki živijo na točno določenem območju, vrste, ki se prehranjujejo izključno z listi, ter vrste, ki se hranijo z odmrlimi deli drugih vrst.